# Маргарита Орлеанська (1869—1940)
Маргарита Луїза Марія Франсуаза Орлеанська (фр. Marguerite Louise Marie Françoise d'Orléans), (нар. 25 січня 1869 — пом. 31 січня 1940) — французька принцеса з Орлеанського дому, донька принца Орлеанського Роберта Шартрського та принцеси Орлеанської Франсуази, дружина 2-го герцога Маджента Марії-Армана-Патріса де Мак-Майона.

## Біографія
Маргарита народилася 25 січня 1869 року у резиденції своїх батьків Морган-хаус у Лондоні. Вона була четвертою дитиною та другою донькою в родині герцога Шартрського Роберта та його дружини Франсуази Орлеанської. Мала старшу сестру Марію та братів Робера та Генріха. Родина мешкала у Великій Британії після Революції 1848 року у Франції, коли було повалено монархічний режим.
Після падіння Другої імперії у 1871 році сімейство повернулося до Франції, де народився молодший син Жан.  Мешкали у шато Сен-Фірман. Батько став вояком французької армії, матір захоплювалася малюванням акварелей. У травні 1885 року помер брат Маргарити, Робер. У жовтні того ж року її старша сестра від'їхала до Копенгагену, одружившись із данським принцом. У 1889 році брат Генріх відбув у тривалі мандри Сходом. 

До 1890 року Маргарита була неофіційно заручена зі своїм кузеном Філіпом Орлеанським. Заручини були розірвані через зв'язок принца із одруженою співачкою Неллі Мелба.

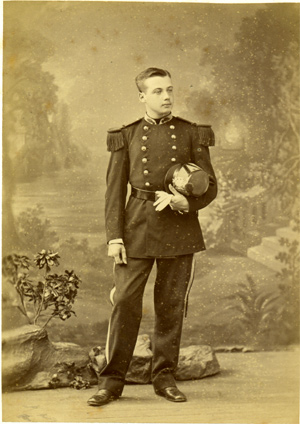
Марія-Арман-Патріс де Мак-Майон

У віці 27 років Маргарита вийшла заміж за 2-го герцога Маджента та 6-го маркіза д'Егії Марію-Армана-Патріса де Мак-Майона. Наречений мав 40 років та був старшим сином маршала Патріса де Мак-Майона, який у 1873—1879 роках обіймав посади президента Франції та співкнязя Андорри. Рід Мак-Майонів мав ірландське походження і переселився у XVII столітті до Бургундії. 22 квітня 1896 року їхній шлюб було зареєстровано в мерії VIII округу Парижа. Наступного дня пара повінчалася в каплиці замку Шантійї. Резиденцією подружжя стало шато де ля Форе у Монкрессоні. У них з'явилося троє дітей.
Чоловік Маргарити був вояком французької армії. Брав участь у Першій світовій війні, під час якої дослужився до бригадного генерала. Помер у березні 1927 року. Герцогиня пережила його на тринадцять років і пішла з життя 31 січня 1940, невдовзі після початку Другої світової війни. Обоє поховані в Сюллі.

## Родина
Чоловік — Марія-Арман-Патріс де Мак-Майон
Діти:ː
- Єлизавета (1899—1951) — дружина Анрі де Плана, графа де Сійєс, мала трьох дітей;
- Амелія (1900—1987) — дружина Альмеріка Ломбард де Бюфьєр де Рамбуто, мала четверо дітей;
- Моріс (1903—1954) — 3-й герцог Маджента,  7-й маркіз д'Егії, був одружений із графинею Маргаритою Ріке де Караман-Шіме, мав п'ятеро дітей.